# Conceição da Barra
Conceição da Barra, amtlich portugiesisch Município de Conceição da Barra, kurz auch nur Barra genannt, ist eine brasilianische Küstenstadt im äußersten Nordosten des Bundesstaates Espírito Santo mit zum 1. Juli 2020 geschätzten 31.273 Einwohnern, die Barrenser genannt werden. Südlich der Stadt mündet der Rio São Mateus in den Atlantischen Ozean.

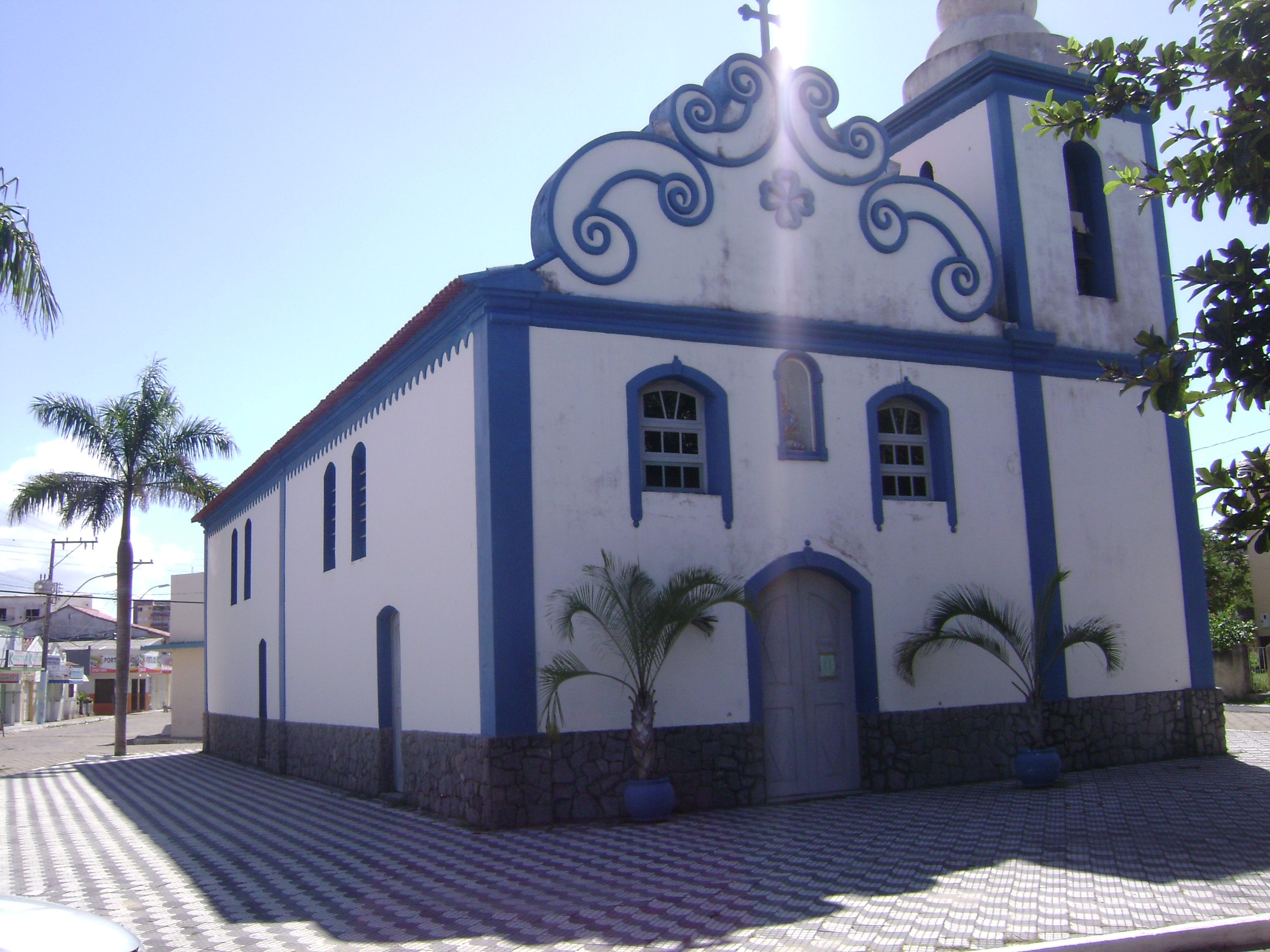
Kirche

Sie steht an 23. Stelle der 78 Munizips des Bundesstaats.

## Geographie
Umliegende Orte sind in Espírito Santo Pedro Canário, São Mateus, Pinheiros und nördlich in Bahia die Gemeinde Mucuri.